# Попов Микола Антонович
Мико́ла Анто́нович Попо́в (рос. Николай Антонович Попов; 7 лютого 1922 — грудень 1943) — радянський військовик часів Другої світової війни, автоматник 104-го гвардійського стрілецького полку 36-ї гвардійської стрілецької дивізії 57-ї армії, гвардії єфрейтор. Герой Радянського Союзу (1943).

## Життєпис
Народився в селі Черемхова, нині Бєлоярського району Свердловської області Росії, в селянській родині. Росіянин. після закінчення семирічки працював у колгоспі.
У лавах РСЧА з жовтня 1941 року. У діючій армії — з серпня 1942 року. Воював на Сталінградському, Донському, Воронезькому і Степовому фронтах.
Особливо автоматник 104-го гвардійського стрілецького полку 36-ї гвардійської стрілецької дивізії гвардії єфрейтор М. А. Попов відзначився під час битви за Дніпро. У ніч з 25 на 26 вересня 1943 року одним з перших форсував річку Дніпро в районі села Сошинівка Верхньодніпровського району Дніпропетровської області. Під щільним вогнем супротивника з вуличними боями першим увірвався у розташування батареї супротивника і гранатами знищив 1 офіцера і 5 солдатів. На чолі групи автоматників першим увірвався на панівну височину 134.4, де вступив у рукопашну сутичку з ворогом. Успішно відбив декілька контратак супротивника на височину.
У грудні 1943 року зник безвісти.

## Нагороди
Указом Президії Верховної Ради СРСР від 20 грудня 1943 року «за успішне форсування річки Дніпро, міцне закріплення плацдарму на західному березі річки Дніпро та виявлені при цьому відвагу і героїзм», гвардії єфрейтору Попову Миколі Антоновичу присвоєне звання Героя Радянського Союзу з врученням ордена Леніна і медалі «Золота Зірка» (нагороди не отримав).